# Matou (socken i Kina, Guangxi)
Matou (kinesiska: 马头乡, 马头) är en socken i Kina. Den ligger i den autonoma regionen Guangxi, i den södra delen av landet, omkring 57 kilometer norr om regionhuvudstaden Nanning.
Genomsnittlig årsnederbörd är 1 879 millimeter. Den regnigaste månaden är juli, med i genomsnitt 309 mm nederbörd, och den torraste är februari, med 37 mm nederbörd.